# کالیدا (اوهایو)
کالیدا (به انگلیسی: Kalida) یک روستا در ایالات متحده آمریکا است که در شهرستان پاتنم، اوهایو واقع شده‌است. کالیدا ۳٫۸۱ کیلومتر مربع مساحت و ۱٬۵۴۲ نفر جمعیت دارد و ۲۲۱ متر بالاتر از سطح دریا قرار دارد.